# Rafail Goldin
Rafail Goldin (russisk: Рафаил Юльевич Гольдин) (født 19. april 1920 i Kyiv i Ukraine, død 15. februar 1994 i Oslo i Norge) var en sovjetisk filminstruktør.

## Filmografi
- Khokkeisty (Хоккеисты, 1965)[1][2]